# Колбинка (Томская область)
Ко́лбинка — село в Молчановском районе Томской области, Россия. Входит в состав Тунгусовского сельского поселения.

## История
Основано в 1900 г. В 1926 году состояло из 70 хозяйств, основное население — русские. Центр Колбинского сельсовета Молчановского района Томского округа Сибирского края.

На месте села проживал селькупский род Колбиных, от чего в последствии и происходит название села.

## Население
| 1926 | 2002 | 2008 | 2010 | 2012 | 2013 | 2014 |
| ---- | ---- | ---- | ---- | ---- | ---- | ---- |
| 373  | ↘249 | ↘212 | ↘186 | ↘183 | ↘175 | ↘171 |
| 2015 | 2021 |      |      |      |      |      |
| ↘165 | ↘93  |      |      |      |      |      |